# Caloplaca brownlieae
Caloplaca brownlieae је врста лишајева из породице Teloschistaceae. Пронађен у Новом Јужном Велсу у Аустралији, а описан је 2011. Специфични епитет brownlieae одаје почаст аустралијском ботаничару Су Браунли.